# Den Gamle Arrest (Vejle)
 For alternative betydninger, se Den Gamle Arrest (Ribe).
Den Gamle Arrest er navnet på et arresthus, der opførtes i tilknytning til byggeriet af Vejles fjerde og nuværende Rådhus fra 1878-79. Arrestbygningen indeholdt oprindelig 20 celler i de tre etager.
I 1984-85 blev bygningen overtaget, renoveret og omdannet til Café Biografen af nogle ildsjæle, deriblandt Henning Nielsen, der havde drevet et tilsvarende sted i Odense indrettet i den tidligere Brandts Klædefabrik. Denne ombygning modtog i 1985 Vejle-prisen til forfremmelse af Vejles forskønnelse. I betænkningen stod der bl.a. "Ved gennemførelse af denne ombygning og restaurering har man medvirket til at bevare den godt 100 år gamle arrestbygning, der en overgang var dømt til nedrivning. Med nænsom hånd er der foretaget en udvidelse på vest- og sydfacaden indeholdende væksthus i forbindelse med caféen samt et trappetårn, alt udført i glas, der på smukkeste måde harmonerer med den gamle bygning og alligevel giver den et moderne tilsnit."
I dag er der stadig café i Caféen Den Gamle Arrest, men kun et mindre lokale, kaldet "Loftet" bliver stadig brugt til fremvisning af film, og 1985-2009 udlånt til Vejle Filmklub. Den anden større biografsal, "1.salen", fremstår i dag som ét stort rum med en scene, hvor der afholdes selskaber og kulturelle arrangementer, både for bredden og undergrundsscenen i Vejle.

## Weblink
- http://www.cafeen.nu Arkiveret 20. oktober 2020 hos  Wayback Machine

55°42′29.16″N 9°31′55.06″Ø / 55.7081000°N 9.5319611°Ø